# Да Афганистан банк
Да Афганистан банк (пушту د افغانستان بانک‎, дари بانک مرکزی افغانستان) — центральный банк Афганистана.

## История
В 1918—1936 годах выпускались билеты Казначейства Афганистана, первоначально — в рупиях, а с 1926 года — в афгани.
В 1933 году создан первый банк Афганистана — Афганский национальный банк, начавший выпуск банкнот в 1935 году.
В 1939 году основан Да Афганистан банк. В том же году банк начал выпуск банкнот.